# 日本機械工業
日本機械工業株式会社（にほんきかいこうぎょう）は東京都八王子市に本社を置き消防車の製造を手掛ける企業である。消防装備品の設計・製造・販売（消防ポンプ部品及び装備品）ならびに救助防災資機材の開発を行う。

## 沿革
- 1922年（大正11年） 「ジョイント商会」として創業。町野式[5]消防用水管継手の製造販売を開始[6]。
- 1928年（昭和3年） ジョイント商会株式会社[7]を設立。
- 1936年（昭和11年） 「日本機械工業株式会社」に社名を変更。横浜市鶴見区鶴見町に新工場を開設し消防車の製造を開始。
- 1943年（昭和18年） 東京都八王子市中野町（現：中野上町）に八王子工場[注釈 1]を新設。
- 1945年（昭和20年） 戦災で焼失した鶴見工場を閉鎖。
- 2000年（平成12年） 全事業所でISO9001認証を取得。
- 2016年（平成28年） 本社工場（八王子）がISO14001を取得[8]。

## 工場・事業所
- 本社営業部・本社事務所（東京都八王子市中野上町）
- 本社工場（東京都八王子市中野上町） - 片倉工業（旧片倉製糸紡績株式会社・旧片倉財閥系）[12]が1901年（明治34年）に用地を取得[13]。1943年（昭和18年）より日本機械工業株式会社用地[注釈 1]。
- 札幌営業所・北海道工場（札幌市白石区米里）
- 仙台営業所（仙台市青葉区一番町）
- 名古屋営業所（名古屋市中区上前津）
- 大阪営業所（大阪市中央区北久宝寺町）
- 福岡営業所（福岡市南区大橋）

## 製品
- 消防ポンプ自動車 ・水槽付き消防ポンプ自動車
- はしご車
  - ∑式屈折はしご車
- 救助工作車
- 化学消防車
  - コンビナート用化学消防ポンプ自動車
- 消防用二輪車（ミストドラゴン）
- 特殊消防自動車
  - コンビナート用大型高所放水車
  - コンビナート用泡原液搬送車

- 救助防災資機材、消防ポンプ部品及び装備品、消防装備品の設計・製造・販売

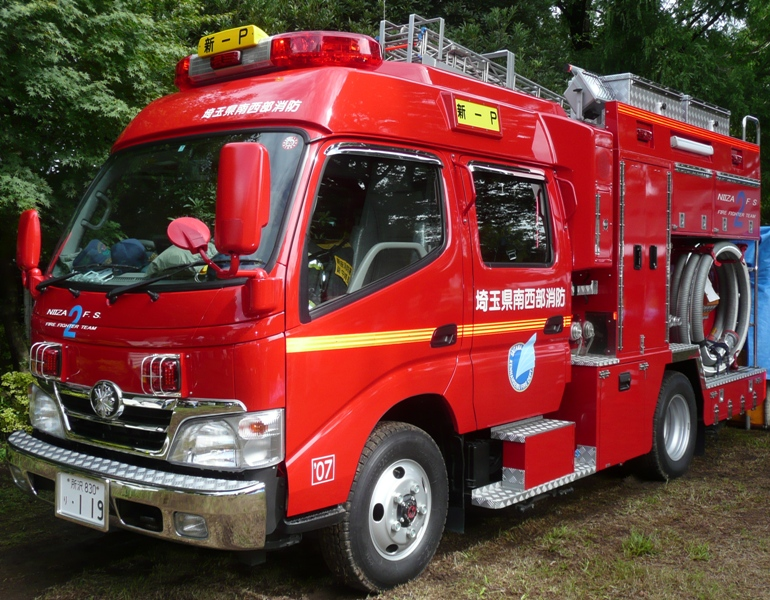
ポンプ車
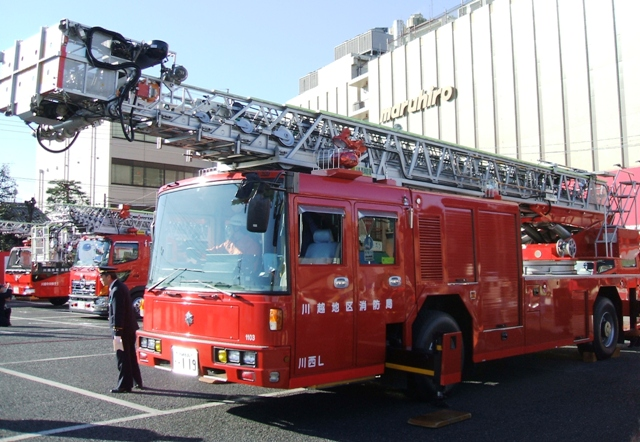
はしご車
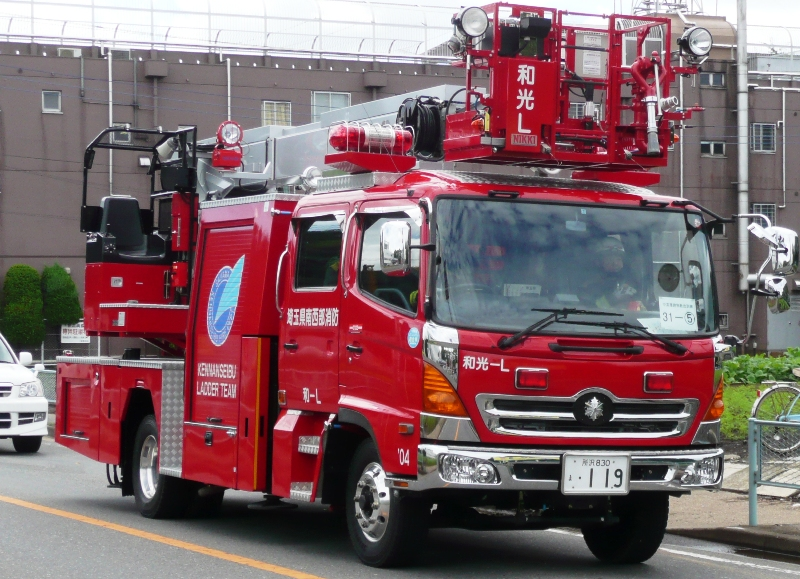
Σ式屈折はしご車
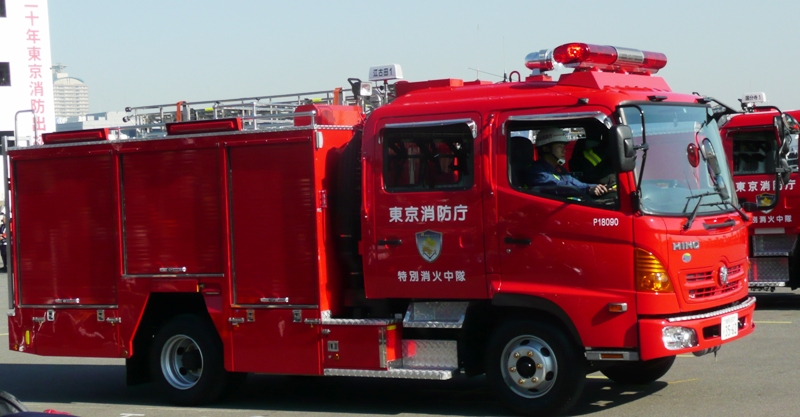
ポンプ車
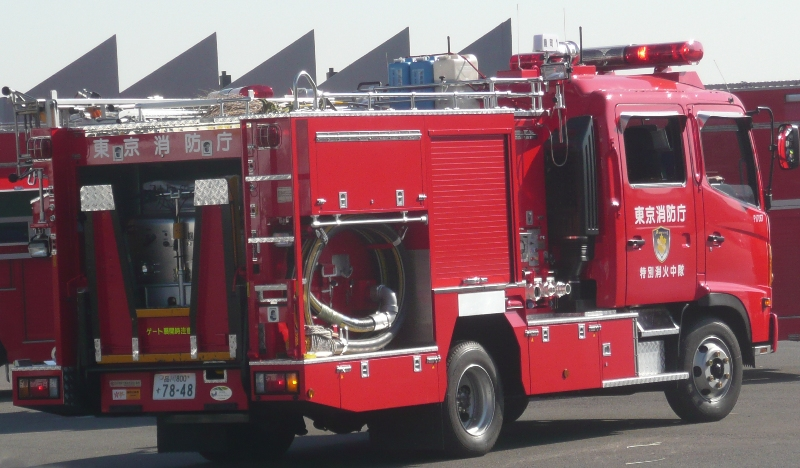
ポンプ車（後部）